# Бэррэтт, Билли
Би́лли Эйс Бэ́ррэтт (англ. Billy Ace Barratt; род. 16 июня 2007 года, Брикстон, Англия, Великобритания) — британский актёр и музыкант, наиболее известный по роли Энди в фильме «Верни её из мёртвых», а также по роли Каспара Морроу в сериале «Вторжение».

## Ранние годы
Бэррэтт родился 16 июня 2007 года в Брикстоне, Лондон. Его мать, Кэролин Оулетт, — актриса, телеведущая, модель и певица, участница британской R&B-группы «The 411». Его отец, Дин Джеймс Бэррэтт, работает звукорежиссёром. Есть младший брат по матери Кэссиас Томпсон. Дед Бэррэтта по отцовской линии — известный валлийский певец Шейкин Стивенс, пик популярности которого пришёлся на 1980-е годы.
С ранних лет Бэррэтт проявлял интерес к актёрскому мастерству и музыке. Он обучался в Театральной школе Сильвии Янг, а также в школе искусств ELAM Arts School.

## Карьера
Бэррэтт начал свою профессиональную карьеру в возрасте шести лет, снимаясь в рекламных роликах, в том числе для Heinz. Его дебютной телевизионной ролью стала роль Ральфа Селфриджа в четырёх эпизодах четвёртого сезона сериала ITV «Мистер Селфридж» в 2016 году. В том же году он снялся в короткометражном фильме «To Dream». В 2017 году Бэррэтт исполнил роль принца Артура в четырёх эпизодах мини-сериала «Белая принцесса» и появился в телевизионном фильме «Акулий торнадо 5: Глобальное роение». В том же году он дебютировал на сцене Вест-Энда в возрасте 10 лет, сыграв в мюзикле «Большая рыба» в театре The Other Palace вместе с известным актёром Келси Грэммером. В 2018 году Бэррэтт исполнил небольшую роль в фильме Роба Маршалла «Мэри Поппинс возвращается» и появился в эпизоде сериала Netflix «Алиенист».
В 2019 году Бэррэтт снялся в фильме «Ослеплённый светом» и исполнил роль юного Скруджа в мини-сериале «Рождественская песнь». Значительный прорыв в его карьере произошёл в том же году, когда он сыграл главную роль Рэя в телевизионной драме BBC Two «Ответственный ребёнок». В этом фильме, основанном на реальных событиях, Бэррэтт воплотил образ 12-летнего мальчика, которого судят за убийство отчима. Его убедительная и эмоциональная игра получила высокую оценку критиков: The Guardian назвала его исполнение «убедительным и душераздирающим», Radio Times отметила, что Бэррэтт «неподражаем» в роли Рэя, а The Times подчеркнула его «поразительно зрелую» игру. Режиссёр фильма Ник Холт отметил, что у Бэррэтта «большое будущее». За эту роль Бэррэтт получил Международную премию «Эмми» за лучшую мужскую роль, став самым молодым лауреатом в возрасте 13 лет.
В 2023 году Бэррэтт снялся в научно-фантастическом приключенческом фильме Disney+ «Кратер». В 2024 году он исполнил роль юного Дмитрия Кравиноффа в супергеройском фильме Sony/Marvel «Крейвен-охотник», а также сыграл в шпионской комедии «Мой шпион: Вечный город» вместе с Дэйвом Батистой и Анной Фэрис.
В 2025 году Бэррэтт исполнил главную роль в фильме ужасов A24 «Верни её из мёртвых» режиссёров Дэнни и Майкла Филиппу, снявшись вместе с Салли Хокинс. Режиссёры заметили Бэррэтта после его работы в «Ответственном ребёнке» и изначально приглашали его на прослушивание для другого своего проекта — «Два, три, демон, приди!», но сотрудничество не состоялось. Позже они предложили ему роль в «Верни её из мёртвых», и он успешно прошёл прослушивание. Критики высоко оценили его игру: Variety отметила, что Бэррэтт и его коллега Сора Вон «делают персонажей невероятно уязвимыми и живыми», а Моника Кастильо из RogerEbert.com подчеркнула, что Бэррэтт «придал фильму душевность». Премьера фильма состоялась 29 мая 2025 года в Австралии.
С 2021 года Бэррэтт исполняет роль Каспара Морроу в научно-фантастическом сериале Apple TV+ «Вторжение», созданном Саймоном Кинбергом и Дэвидом Вейлом. Сериал продлён на третий сезон, премьера которого ожидается в конце 2025 года.

## Личная жизнь
Бэррэтт увлекается музыкой и является фронтменом и гитаристом группы The Hunger. Он умеет играть на гитаре, но не владеет нотной грамотой. Музыкой Бэррэтт начал заниматься в детстве, вдохновляясь такими группами, как Green Day, Placebo, Nirvana и Queens of the Stone Age. Среди других его хобби — скейтбординг и игра на PlayStation.
Бэррэтт является поклонником режиссёров Квентина Тарантино и Мартина Скорсезе, а также актёра Леонардо ДиКаприо, с которым он мечтает однажды поработать.

## Фильмография

### Кино
| Год  |     | Русское название          | Оригинальное название    | Роль              |
| ---- | --- | ------------------------- | ------------------------ | ----------------- |
| 2016 | ф   | —                         | To Dream                 | юный Люк          |
| 2018 | ф   | Мэри Поппинс возвращается | Mary Poppins Returns     | уличный мальчишка |
| 2019 | ф   | Ослеплённый светом        | Blinded by the Light     | 10-летний Мэтт    |
| 2021 | кор | —                         | Figa                     | мальчик из культа |
| 2022 | ф   | Другой я                  | The Other Me             | Ниази             |
| 2023 | ф   | Кратер                    | Crater                   | Дилан             |
| 2024 | ф   | Мой шпион: Вечный город   | My Spy: The Eternal City | Райан             |
| 2024 | ф   | Крейвен-охотник           | Kraven the Hunter        | юный Дмитрий      |
| 2025 | ф   | Верни её из мёртвых       | Bring Her Back           | Энди              |
|      | ф   | —                         | The Islander             | юный Неб          |

### Телевидение
| Год          |    | Русское название                    | Оригинальное название        | Роль             |
| ------------ | -- | ----------------------------------- | ---------------------------- | ---------------- |
| 2016         | с  | Мистер Селфридж                     | Mr Selfridge                 | Ралф Селфридж    |
| 2017         | с  | Белая принцесса                     | The White Princess           | Принц Артур      |
| 2017         | тф | Акулий торнадо 5: Глобальное роение | Sharknado 5: Global Swarming | Гил              |
| 2018         | с  | Алиенист                            | The Alienist                 | Тед Рузвельт-мл. |
| 2019         | тф | Ответственный ребёнок               | Responsible Child            | Рэй              |
| 2019         | с  | Рождественская песнь                | A Christmas Carol            | юный Скрудж      |
| 2021 — н. в. | с  | Вторжение                           | Invasion                     | Каспар Морроу    |

### Театр
| Год  | Русское название | Оригинальное название | Роль    | Площадка         | Ист.   |
| ---- | ---------------- | --------------------- | ------- | ---------------- | ------ |
| 2017 | Большая рыба     | Big Fish              | мальчик | The Other Palace | [ 21 ] |

## Награды и номинации
Полный список наград и номинаций на IMDb.
| Год  | Награда                     | Категория               | Работа                | Результат |
| ---- | --------------------------- | ----------------------- | --------------------- | --------- |
| 2020 | Международная премия «Эмми» | Лучший актёр            | Ответственный ребёнок | Победа    |
| 2020 | National Film Awards UK     | Лучший начинающий актер | Ответственный ребёнок | Номинация |